# Norrbotniabanan
De spoorlijn Umeå - Luleå (Zweeds: Norrbotniabanan) is een geplande spoorlijn tussen de Zweedse steden Umeå en Luleå. De spoorlijn wordt 270 kilometer lang en is een verlenging van de in 2010 geopende Botniabanan. Het doel van de nieuwe spoorverbinding is het verbeteren van de infrastructuur in het noorden van Zweden.

## Geschiedenis
Het goederenvervoer per spoor in Norrland vindt plaats over de spoorlijn Boden - Bräcke (Stambanan). De lijn kent veel bochten en hellingen, waardoor het lang duurt om afstanden te overbruggen. De baanvaksnelheid aldaar is 160 kilometer per uur, terwijl de snelheid op de Norrbotniabanan 250 kilometer per uur zal bedragen.
De grootste steden in het noorden van Zweden liggen aan de kust. Reizen met het openbaar vervoer tussen Umeå en Luleå duurt ruim vier uur. De nieuw gerealiseerde spoorlijn kan bijna 350.000 inwoners van de gemeentes Umeå, Robertsfors, Skellefteå, Piteå en Luleå bedienen.
De sociaaldemocratische regering Persson (1996-2006) stond positief tegenover de bouw van de Norrbotniabanan. Samen met Miljöpartiet de Gröna werd hierover een akkoord gesloten. De daarop volgende centrumrechtse regering Reinfeldt (2006-2014) deed de plannen in de koelkast. Het rood-groene kabinet daarna had wel weer de ambitie om de spoorlijn te realiseren, allereerst vanaf Umeå tot en met Skellefteå. Het was minister-president Stefan Löfven die de eerste schop in de grond deed in 2018.
Op 28 juli 2021 gaf de regering Löfven II via een persconferentie groen licht voor de planning en realisering van de hele Norrbotniabanan tot aan Luleå.

## Bouw
De schop ging voor het eerst in 2018 de grond in voor de bouw van het eerste gedeelte tussen Umeå en Dåva. De Europese Unie ondersteunt het project met financiële middelen.